# Zombi 2
Zombi 2 (ang. Zombies 2) – amerykański film musicalowy i fantasy z kanonu Disney Channel Original Movies, będący kontynuacją filmu o tym samym tytule z 2018 roku. Premiera filmu odbyła się 14 lutego 2020 roku. Polska premiera filmu odbyła się 31 października 2020 roku na antenie Disney Channel. 22.03.2021 potwierdzenie powstania ZOMBIES 3. Premiera Zombi 3 odbędzie się 15 lipca 2022 na kanale Disney+. 

## Fabuła
Akcja filmu ponownie ma miejsce w liceum Seabrook, gdzie, po przełomowym semestrze, Zed i Addison kontynuują kierowanie ich szkoły i społeczności w kierunku zjednoczenia. Ale przybycie nowej grupy odmieńców – tajemniczych wilkołaków – zagraża zniszczeniu zawartego pokoju i powoduje napięcie w rozwijającym się związku Zeda i Addison.

## Obsada
- Milo Manheim – Zed Necrodopolis
- Meg Donnelly – Addison Wells
- Trevor Tordjman – Bucky Buchanan
- Kylee Russell – Eliza Zombi
- Carla Jeffery – Bree
- Chandler Kinney – Willa Lykensen
- Pearce Joza – Wyatt Lykensen
- Ariel Martin – Wynter Barkowitz
- Kingston Foster – Zoey Necrodopolis
- James Godfrey – Bonzo
- Naomi Snieckus – pani Lee
- Jonathan Langdon – trener
- Paul Hopkins – Dale
- Megan Ward – Missy
- Tony Nappo – Zevon Necrodopolis
- Emilia McCarthy – Lacey
- Jasmine Renee Thomas – Stacey
- Noah Zulfikar – Jacey/Kevin

## Wersja polska
Wersja polska: SDI Media Polska

Reżyseria: Wojciech Paszkowski

Dialogi: Natalia Gawrońska

Udział wzięli:
- Przemysław Wyszyński – Zed Necrodopolous
- Zofia Nowakowska – Addison
- Agata Bieńkowska – Willa
- Tomasz Olejnik – Bucky Buchanan
- Julia Łukowiak – Eliza Zambi
- Marcin Franc – Wyatt Lykensen
- Barbara Garstka – Bree
- Katarzyna Kanabus – Wynter
- Bartosz Martyna – Bonzo
- Karol Jankiewicz – Kevin „Jacey”
- Agata Pruchniewska – Dyrektor Lee
- Natalia Srokocz – Lacey
- Janusz Zadura – Zevon Necrodopolous
- Antonina Żbikowska – Zoey Necorodopolous
- Szymon Roszak – Trener

W pozostałych rolach:
- Aleksandra Zawadzka – Stacey
- Krzysztof Cybiński – Dale
- Agnieszka Fajlhauer – Missy
- Wojciech Paszkowski
- Monika Szomko

i inni
Lektor: Artur Kaczmarski